# Пригарин, Алексей Алексеевич
Алексей Алексеевич Пригарин (6 декабря 1930, село Ново-Фатьяновка, Калужская область, РСФСР, СССР — 14 апреля 2016, Москва, Россия) — советский и российский политик, заслуженный экономист РСФСР, член ЦК КПСС (1990-1991 гг.) Первый секретарь ЦК Российской организации КПСС (РКП-КПСС), член Президиума ЦК Объединенной коммунистической партии (2014—2016 годы).

## Биография
Окончил Московский государственный экономический институт (1953).
В 1953—1956 гг. — начальник отдела организации труда завода Министерства обороны, в 1956—1958 гг. — аспирант.
В 1958—1968 гг. — научный сотрудник НИИ труда.
С 1968 по 1983 гг. — директор Центра по организации труда и управления Министерства радиопромышленности СССР, с 1983 по 1991 гг. — директор Всесоюзного научного центра по организации труда и управления производством Государственного комитета СССР по труду и социальным вопросам.
С ноября 1991 г. — президент Ассоциации «Союзоргтруд».
Умер в результате инсульта.
Кандидат экономических наук. Награждён орденом «Знак почета» и медалью «В честь 100-летия со дня рождения В. И. Ленина».

## Политическая карьера
Член КПСС с 1956 года, один из организаторов Марксистской платформы в КПСС. На XXVIII съезде Алексей Пригарин был одним из соавторов резолюции, направленной против политики горбачевских реформ, поддержанной одной третью делегатов съезда. На этом же съезде он был избран членом ЦК КПСС. С марта 1991 года и до запрета партии в ноябре того же года возглавлял Центр политического анализа и прогнозирования при ЦК КП РСФСР (в составе КПСС).
Михаил Васильевич Попов вспоминал о Марксистской платформе: "Это люди, которые правильные вещи экономические пишут, но с чем-то в применении марксизма не согласны. Но серьезной величины не было. Они участвовали в съездах Движения коммунистической инициативы и даже приезжали на учредительный съезд Российской коммунистической рабочей партии, но в нее не вошли, потому что считали, что неправильно мы оцениваем роль Сталина. А оценка у нас была очень простая, мы в негатив его не записывали". 
В 1991 году Алексей Пригарин стал одним из инициаторов создания партии «Союз коммунистов» и секретарём ЦК этой партии.
С декабря 1991 года член оргкомитетов по созыву Пленума ЦК КПСС (июль 1992 г.), XX Всероссийской конференции (октябрь 1992 г.) и XXIX съезда КПСС (март 1993 г.).
13 июня 1992 года инициативная группа членов ЦК КПСС во главе с Константином Николаевым и Алексеем Пригариным, с разрешения Конституционного суда, провела собрание членов ЦК партии, которое объявило себя пленумом ЦК и приняло решение о созыве Всесоюзной партконференции. Был избран Оргкомитет ЦК КПСС под председательством Константина Николаева и его заместителя Алексея Пригарина. 10 октября 1992 года в Москве прошла XX Всесоюзная конференция, которая подтвердила решения собрания членов ЦК КПСС, рассмотрела проекты новой Программы и Устава КПСС и приняла решение о подготовке XXIX съезда КПСС.
В 1993—1995 годах — заместитель председателя Совета СКП-КПСС.
В октябре 1993 года на II съезде партии «Союз коммунистов» был исключён из партии совместно с группой сторонников.
После создания Российской организации КПСС (Российской коммунистической партии-КПСС) в апреле 1995 года был избран Первым секретарем её Центрального комитета.
В 2008 году на учредительном съезде Левого фронта вошёл в руководство организации. Отмечал, что отсутствие в том жесткой централизации является в то же время и сильной стороной ЛФ, поскольку позволяет сотрудничать людям с разными идеологическими убеждениями. 
В 2013 году вошел в состав Оргкомитета Объединенной коммунистической партии. Стал соавтором программы партии. В 2014 году после учреждения партии был избран членом президиума Центрального комитета.